# Chilicola mexicana
Chilicola mexicana är en biart som beskrevs av Toro och Michener 1975. Chilicola mexicana ingår i släktet Chilicola och familjen korttungebin. Inga underarter finns listade i Catalogue of Life.